# German Masters (Badminton)
Das German Masters war ein hochrangiges Badmintonturnier, welches 1998 und 1999 in Goldbach ausgetragen wurde. Ausrichter war der TV Goldbach. Zum 110-jährigen Jubiläum des Vereins wurde 2007 eine dritte Auflage ausgetragen, diesmal jedoch nur für Nachwuchssportler der Altersklasse U13.

## Die Sieger
| Jahr | Herreneinzel    | Dameneinzel    | Herrendoppel                   | Damendoppel                    | Mixed                             |
| ---- | --------------- | -------------- | ------------------------------ | ------------------------------ | --------------------------------- |
| 1998 | Oliver Pongratz | Nicole Grether | Michael Keck Christian Mohr    | Karen Stechmann Kerstin Ubben  | Michael Keck Erica van den Heuvel |
| 1999 | Oliver Pongratz | Petra Overzier | Michael Helber Björn Siegemund | Karen Stechmann Nicole Grether | Björn Siegemund Karen Stechmann   |